# Ximena Rubio
Ximena González Rubio (Ciudad de México, 2 de diciembre de 1978), conocida como Ximena Rubio,  es una actriz mexicana de cine y televisión, nieta de Servando González Hernández y hermana de Pedro González Rubio, ambos reconocidos directores de cine.

## Formación
Estudió ballet clásico desde los 6 años de edad. En su adolescencia toma el rumbo de la actuación y se prepara con Ludwik Margules y José Luis Ibáñez. Estudió en el Centro de Formación Actoral (Cefac) de TV Azteca en México. En 2007, viajó a Nueva York para continuar con su formación actoral siguiendo el método de Lee Strasberg, pero canceló sus estudios al recibir la oferta de protagonizar Contrato de amor.

## Televisión y cine

### Telenovelas y series
- 2017 Protagoniza Frente al mismo rostro.
- 2011 Protagoniza El octavo mandamiento.
- 2010 Protagoniza Las Aparicio.
- 2008 Protagoniza Contrato de amor.[4]
- 2006 Antagoniza Corazón partido.
- 2004 Al filo de la ley.
- 2003 Daniela.
- 2001 Lo que callamos las mujeres.[5]
- 2000 Golpe bajo y Háblame de amor.
- 1999 Háblame de amor, Besos prohibidos.
- 1998 Señora, Azul tequila.

### Películas
- 2003 Maravillas
- 2007 El viaje de la nona
- 2012 Colosio: El asesinato
- 2012 El fantástico mundo de Juan Orol
- 2013 Cinco de mayo: La batalla
- 2014 Cantinflas

### Trabajos destacados
- Colosio: El asesinato
- Las Aparicio
- Contrato de amor
- Plan V
- Azul tequila
- Corazón partido